# MotorStorm Raging Ice 〜モーターストーム レイジングアイス〜
『MotorStorm Raging Ice 〜モーターストーム レイジングアイス〜』（モーターストーム　レイジングアイス）は、ソニー・コンピュータエンタテインメントが2009年11月1日に日本で発売したPlayStation Portable用のレースゲーム。開発はイギリスのEvolution Studios。

## 概要
『MotorStorm 〜モーターストーム〜』、『MotorStorm2 〜モーターストーム2〜』に続き、シリーズ第三弾となる作品。今回はプラットフォームをPSPに移し、舞台は前作の亜熱帯アイランド、前々作の渓谷・砂漠などのオフロードのコースとは異なり、雪山となっている。
収録しているコースは過酷な全24コース（逆走コースも含む）で、不用意にクラクションを鳴らすと雪崩がおきたり、落石がおこるなど、デンジャラスなステージとなっている。さらに、前作の「モーターストーム2」から登場したブースト冷やしも健在で、水のみならず、深さによっては雪の中に突っ込んでもエンジンが冷えて、連続ブーストが可能になる。また、新たに逆走コースも収録した。
登場するマシンは、全8車種（バイク、バギー、ラリーカーなど）で、バリエーションは、全130タイプとなっている。新たに、スノープラッガー、スノーマシン、スノーキャットが追加されたが、舞台が雪山のためにレーシングトラックとモンスタートラックは使用できない。
PS3版ではクラッシュしているドライバーを轢くなどのグロテスクな表現が含まれていたが、PSPからは無くなっている
通信対戦は、アドホック・モードとインフラストラクチャー・モードに対応し、最大6人での対戦が可能となっている。

## グラフィック技術
CG技術は落ちてしまったがスピードが出ている時の爽快感はPS3のものとほぼ変わらない。

## MUSICPLAYLIST
ゲーム中に好きな音楽を流せる機能がある。PSPのメモリースティックにPSPフォルダを作成、そのフォルダの中にMUSICフォルダを作成後MUSICフォルダに曲を入れると自動的にプレイリストに追加される機能がある。